# Arrondissement de Montbéliard
L'arrondissement de Montbéliard est une division administrative française située dans le département du Doubs, en région Franche-Comté.
En 2014, les cantons couvrant l'arrondissement sont passés de 12 à 7.

## Composition

### Liste des cantons jusqu'en 2014
- Audincourt
- Clerval
- Étupes
- Hérimoncourt
- L'Isle-sur-le-Doubs
- Maîche
- Montbéliard-Est
- Montbéliard-Ouest
- Pont-de-Roide
- Saint-Hippolyte
- Sochaux-Grand-Charmont
- Valentigney

Jusqu'en 2009, le canton du Russey (arrondissement de Pontarlier) faisait partie de l'arrondissement de Montbéliard.

### Liste des cantons à partir de 2014
- Audincourt
- Bavans (partiellement)
- Bethoncourt
- Maîche
- Montbéliard
- Valdahon (partiellement)
- Valentigney

#### Répartition des communes entre les cantons
| Cantons     | Communes sur Montbéliard | Communes sur Besançon | Communes sur Pontarlier |
| ----------- | ------------------------ | --------------------- | ----------------------- |
| Audincourt  | 9                        |                       |                         |
| Bavans      | 69                       | 3                     |                         |
| Bethoncourt | 11                       |                       |                         |
| Maîche      | 51                       |                       |                         |
| Montbéliard | 4                        |                       |                         |
| Valdahon    | 10                       | 2                     | 45+ Étalans en partie   |
| Valentigney | 15                       |                       |                         |

### Composition depuis 2017
Au 1er janvier 2024, l'arrondissement groupe les 168 communes suivantes :
1. Abbévillers
2. Accolans
3. Aibre
4. Allenjoie
5. Allondans
6. Anteuil
7. Appenans
8. Arbouans
9. Arcey
10. Audincourt
11. Autechaux-Roide
12. Badevel
13. Bart
14. Battenans-Varin
15. Bavans
16. Belfays
17. Belleherbe
18. Belvoir
19. Berche
20. Bethoncourt
21. Beutal
22. Bief
23. Blamont
24. Blussangeaux
25. Blussans
26. Bondeval
27. Bourguignon
28. Bournois
29. Branne
30. Les Bréseux
31. Bretigney
32. Brognard
33. Burnevillers
34. Cernay-l'Église
35. Chamesol
36. Charmauvillers
37. Charmoille
38. Charquemont
39. Chazot
40. Colombier-Fontaine
41. Courcelles-lès-Montbéliard
42. Cour-Saint-Maurice
43. Courtefontaine
44. Crosey-le-Grand
45. Crosey-le-Petit
46. Dambelin
47. Dambenois
48. Dampierre-les-Bois
49. Dampierre-sur-le-Doubs
50. Dampjoux
51. Damprichard
52. Dannemarie
53. Dasle
54. Désandans
55. Dung
56. Échenans
57. Les Écorces
58. Écot
59. Écurcey
60. Étouvans
61. Étrappe
62. Étupes
63. Exincourt
64. Faimbe
65. Ferrières-le-Lac
66. Fesches-le-Châtel
67. Fessevillers
68. Feule
69. Fleurey
70. Fontaine-lès-Clerval
71. Fournet-Blancheroche
72. Frambouhans
73. Froidevaux
74. Gémonval
75. Geney
76. Glay
77. Glère
78. Goumois
79. Goux-lès-Dambelin
80. Grand-Charmont
81. La Grange
82. Hérimoncourt
83. L'Hôpital-Saint-Lieffroy
84. Hyémondans
85. Indevillers
86. L'Isle-sur-le-Doubs
87. Issans
88. Laire
89. Lanthenans
90. Liebvillers
91. Longevelle-sur-Doubs
92. Lougres
93. Maîche
94. Mancenans
95. Mancenans-Lizerne
96. Mandeure
97. Marvelise
98. Mathay
99. Médière
100. Meslières
101. Montancy
102. Montandon
103. Montbéliard
104. Mont-de-Vougney
105. Montécheroux
106. Montenois
107. Montjoie-le-Château
108. Neuchâtel-Urtière
109. Noirefontaine
110. Nommay
111. Onans
112. Orgeans-Blanchefontaine
113. Orve
114. Pays-de-Clerval
115. Péseux
116. Pierrefontaine-lès-Blamont
117. Les Plains-et-Grands-Essarts
118. Pompierre-sur-Doubs
119. Pont-de-Roide-Vermondans
120. Présentevillers
121. La Prétière
122. Provenchère
123. Rahon
124. Randevillers
125. Rang
126. Raynans
127. Rémondans-Vaivre
128. Roche-lès-Clerval
129. Roches-lès-Blamont
130. Rosières-sur-Barbèche
131. Saint-Georges-Armont
132. Saint-Hippolyte
133. Saint-Julien-lès-Montbéliard
134. Sainte-Marie
135. Saint-Maurice-Colombier
136. Sainte-Suzanne
137. Sancey
138. Seloncourt
139. Semondans
140. Sochaux
141. Solemont
142. Soulce-Cernay
143. Sourans
144. Soye
145. Surmont
146. Taillecourt
147. Les Terres-de-Chaux
148. Thiébouhans
149. Thulay
150. Trévillers
151. Urtière
152. Valentigney
153. Valonne
154. Valoreille
155. Vandoncourt
156. Vaucluse
157. Vauclusotte
158. Vaufrey
159. Vellerot-lès-Belvoir
160. Vellevans
161. Vernois-lès-Belvoir
162. Le Vernoy
163. Vieux-Charmont
164. Villars-lès-Blamont
165. Villars-sous-Dampjoux
166. Villars-sous-Écot
167. Voujeaucourt
168. Vyt-lès-Belvoir

## Sous-préfets
| Période           | Période            | Identité                | Fonction précédente                                                                         | Observation                                                                                       |
| ----------------- | ------------------ | ----------------------- | ------------------------------------------------------------------------------------------- | ------------------------------------------------------------------------------------------------- |
|                   |                    |                         |                                                                                             |                                                                                                   |
| 9 août 1848       | 17 octobre 1857    | Jacques Boyer           |                                                                                             | Nommé sous-préfet de Corbeil                                                                      |
|                   |                    |                         |                                                                                             |                                                                                                   |
| 4 novembre 1868   | 31 janvier 1870    | Louis Monestier         | Secrétaire général de la préfecture de l'Allier                                             | Nommé sous-préfet de Joigny                                                                       |
|                   |                    |                         |                                                                                             |                                                                                                   |
| 13 février 1880   | 25 novembre 1881   | Jules Gros              |                                                                                             | Nommé administrateur du Territoire de Belfort                                                     |
| 25 novembre 1881  | 10 janvier 1888    | Maurice Clesse          | Sous-préfet de Pont-Audemer                                                                 | Nommé sous-préfet de Montbrison                                                                   |
| 23 janvier 1888   | 16 novembre 1895   | Jean-Baptiste Gallois   | Sous-préfet de Briey                                                                        | Nommé secrétaire général de la préfecture de Maine-et-Loire                                       |
| 16 novembre 1895  | 18 avril 1900      | Jacques Trigant-geneste | Sous-préfet de Sisteron                                                                     | Nommé secrétaire général de la préfecture du Doubs                                                |
| 18 avril 1900     | 9 décembre 1902    | Armand Jolibois         | Conseiller de préfecture du Doubs                                                           | Remplacé, devient Percepteur                                                                      |
| 9 décembre 1902   | 5 septembre 1904   | Jean Chaumond           | Sous-préfet de Castellane                                                                   | Remplacé                                                                                          |
| 5 septembre 1904  | 2 mars 1912        | Léon Tainturier         | Sous-préfet de Castellane                                                                   | Nommé sous-préfet de Saumur                                                                       |
| 2 mars 1912       | 15 juillet 1914    | François Graux          | Sous-préfet de Guingamp                                                                     | Nommé chef adjoint de cabinet du sous-secrétaire d'état Paul Jacquier                             |
| 16 juillet 1914   | 13 juillet 1917    | Roger Langeron          | Chef de cabinet du ministre du travail Albert Métin                                         | Nommé sous-préfet de Lunéville                                                                    |
| 11 janvier 1918   | 11 janvier 1918    | André Jozon             | Secrétaire général de la préfecture de la Côte-d'Or                                         | Non installé. Maintenu aux armées                                                                 |
| 13 juillet 1917   | 15 janvier 1920    | Fernand Delaporte       | Secrétaire général de la préfecture du Cher                                                 | À la disposition du ministre des affaires étrangères                                              |
| 15 janvier 1920   | 1er septembre 1920 | Guy Lafarge             | Mobilisé                                                                                    | Nommé directeur des affaires civiles au Protectorat du Maroc au ministère des Affaires étrangères |
| 22 octobre 1920   | 8 septembre 1924   | Eugène Moury-Muzet      | Sous-préfet de Guingamp                                                                     | Nommé sous-préfet de Tournon                                                                      |
| 12 janvier 1924   | 12 janvier 1924    | Albert Bernard          | Secrétaire général de la préfecture du Haut-Rhin                                            | Non installé                                                                                      |
| 8 septembre 1924  | 21 août 1930       | Louis Daffas            | Sous-préfet de Bergerac                                                                     | Nommé préfet des Deux-Sèvres                                                                      |
| 25 septembre 1930 | 13 février 1932    | Jean Cabouat            | Chef du secrétariat particulier du Ministre des finances Henry Chéron                       | Nommé sous-préfet de Soissons                                                                     |
| 25 juin 1932      | 5 juin 1936        | Marcel Lanquetin        | Sous-préfet de Dinan                                                                        | Nommé Chef de cabinet du Ministre de l'Intérieur Roger Salengro                                   |
| 29 octobre 1936   | 24 novembre 1936   | Jean Lacombe            |                                                                                             | À la disposition du gouverneur général de l'Algérie                                               |
| 24 novembre 1936  | 7 février 1941     | Robert Martin           | Sous-préfet de Fougères                                                                     | Nommé sous-préfet de Boulogne-sur-Mer                                                             |
| 7 février 1941    | 14 novembre 1941   | Robert Grimaud          | Sous-préfet de Pontarlier                                                                   | Nommé préfet délégué à Dijon                                                                      |
| 18 décembre 1944  | 25 août 1950       | Jean Carel              | Sous-préfet de Dole                                                                         | Nommé sous-préfet de Thionville                                                                   |
|                   |                    |                         |                                                                                             |                                                                                                   |
| 27 septembre 1955 | 6 juin 1961        | René Debia              | Sous-préfet d'Orléansville                                                                  | Nommé préfet de la Haute-Saône                                                                    |
|                   |                    |                         |                                                                                             |                                                                                                   |
| 24 janvier 1969   | 16 janvier 1971    | Jean Robert             | Secrétaire général de la préfecture de la Dordogne                                          | Chargé de mission au secrétariat général de la Présidence de la République                        |
| 20 janvier 1971   | 12 septembre 1974  | Guy Migeon              | Sous-préfet de Thiers                                                                       | Nommé sous-préfet de Charolles                                                                    |
| 1974              | 1978               | Robert Miguet           |                                                                                             |                                                                                                   |
|                   |                    |                         |                                                                                             |                                                                                                   |
|                   | 2 novembre 1992    | Jean Fedini             |                                                                                             | Nommé préfet adjoint pour la sécurité auprès des préfets de la Corse-du-Sud et de la Haute-Corse  |
| 7 janvier 1993    | 14 décembre 1995   | Pascal Bresson          | Secrétaire général de la préfecture du Finistère                                            | Nommé secrétaire général de la préfecture de l'Essonne                                            |
| 9 janvier 1996    | 16 mars 1998       | Noël Fournier           | Secrétaire général de la préfecture du Gard                                                 | Nommé sous-préfet de Narbonne                                                                     |
| 16 mars 1998      | 9 octobre 2001     | Bernard Fraudin         | Directeur du cabinet du préfet de la région Pays de la Loire, préfet de la Loire-Atlantique | Nommé secrétaire général de la préfecture du Loiret                                               |
| 24 octobre 2001   | 16 septembre 2004  | Bruno Delsol            | Secrétaire général de la préfecture de la Corse-du-Sud                                      | Nommé sous-préfet de Meaux                                                                        |
| 23 septembre 2004 | 16 février 2007    | Jérôme Gutton           |                                                                                             | Nommé secrétaire général de la préfecture du Var                                                  |
| 16 février 2007   | 26 août 2010       | Serge Gouteyron         | Sous-préfet de Compiègne                                                                    | Nommé secrétaire général de la préfecture de Seine-et-Marne                                       |
| 10 septembre 2010 | 14 février 2014    | Jacques Troncy          | Sous-préfet de Castres                                                                      | Nommé sous-préfet de Cherbourg                                                                    |
| 14 février 2014   |                    | Jackie Leroux-Heurtaux  | Secrétaire général de la préfecture de l'Aisne                                              |                                                                                                   |
| 30 juillet 2019   |                    | Jacky Hautier           | Sous-préfet des Sables-d'Olonne                                                             |                                                                                                   |

## Démographie
En 2022, l'arrondissement comptait 175 105 habitants.
| 1968    | 1975    | 1982    | 1990    | 1999    | 2006    | 2011    | 2016    | 2021    |
| ------- | ------- | ------- | ------- | ------- | ------- | ------- | ------- | ------- |
| 171 095 | 192 756 | 191 130 | 181 696 | 177 604 | 182 949 | 178 567 | 176 425 | 175 505 |

| 2022    | - | - | - | - | - | - | - | - |
| ------- | - | - | - | - | - | - | - | - |
| 175 105 | - | - | - | - | - | - | - | - |